# Municipio de Longrun
El municipio de Longrun (en inglés: Longrun Township) es un municipio ubicado en el condado de Ozark en el estado estadounidense de Misuri. En el año 2010 tenía una población de 76 habitantes y una densidad poblacional de 1,48 personas por km².

## Geografía
El municipio de Longrun se encuentra ubicado en las coordenadas 36°39′8″N 92°44′57″O / 36.65222, -92.74917. Según la Oficina del Censo de los Estados Unidos, el municipio tiene una superficie total de 51.21 km², de la cual 51,2 km² corresponden a tierra firme y (0,02 %) 0,01 km² es agua.

## Demografía
Según el censo de 2010, había 76 personas residiendo en el municipio de Longrun. La densidad de población era de 1,48 hab./km². De los 76 habitantes, el municipio de Longrun estaba compuesto por el 97,37 % blancos, el 1,32 % eran asiáticos y el 1,32 % eran de una mezcla de razas. Del total de la población el 0 % eran hispanos o latinos de cualquier raza.